# Station Ethe
Station Ethe is een voormalig spoorwegstation aan spoorlijn 155 in Ethe, een deelgemeente van de Belgische gemeente Virton. Het station met telegrafische code MT	opende op 25 maart 1873 en sloot voor reizigers op 5 februari 1951 en voor goederen in 1962.
Het station was ook een begin- en eindpunt van de buurtspoorlijn 502 naar station Aarlen aan spoorlijn 162.
0,0: Marbehan ·
3,1: Villers-sur-Semois ·
6,1: Sainte-Marie ·
11,4: Croix-Rouge ·
13,5: Buzenol ·
19,5: Ethe ·
21,2: Belmont ·
22,6: Pierrard-École ·
23,9: Virton-Ville ·
25,5: Virton ·
27,5: Dampicourt ·
31,2: Lamorteau